# Kenny Dalglish
Kenny Dalglish (Glasgow, Escocia, 4 de marzo de 1951) es un exfutbolista y exentrenador escocés que jugaba como delantero. Jugó la mayor parte de su carrera en el Liverpool F. C. donde permaneció durante 13 temporadas, desde 1977 hasta su retiro en 1990. Fue uno de los mejores futbolistas europeos de su generación junto con jugadores como Kevin Keegan, Johan Cruyff, Ruud Krol y Gerd Müller.
Es el futbolista más laureado en la historia del Liverpool F. C. junto con su compatriota Alan Hansen, y el más laureado en la historia de su nación con 35 títulos oficiales. Desde el momento de su retiro, era el jugador con más títulos en la historia del fútbol, hasta que fue superado años después por varios futbolistas.
Su último equipo como entrenador fue el Liverpool F. C.
En 2018, recibió el título nobiliario 'Sir' de la reina Isabel II.

## Carrera

### Clubes
Fichó por el Celtic F. C. a los 16 años de edad, después de que el equipo ganase la Copa de Europa en 1967. Debutó en un partido contra el Kilmarnock FC que acabó con el resultado de 7-2 y con seis goles de Dalglish. A partir de aquí se convirtió en el ídolo de la afición del Celtic F. C.
Cuando llegó al Liverpool F. C. en 1977, este también había acabado de ganar Copa de Europa. Su traspaso había costado 440.000 libras y debía sustituir a Kevin Keegan que se había marchado al Hamburgo. Este mismo año había conseguido ganar su primera Copa de Europa.

## Selección nacional
Debutó con la selección de fútbol de Escocia en noviembre de 1971 contra la selección de fútbol de Bélgica. Participó en tres mundiales: Alemania 74, Argentina 78, y España 82. Una lesión, le impidió disputar un cuarto Mundial, México 86. Vistió la camiseta de su selección en 102 ocasiones y marcó 30 goles. Esta cifra igualó el récord que ostentaba Denis Law y que ahora comparten.
Jugó su último partido en noviembre de 1986 ante Luxemburgo.

## Entrenador

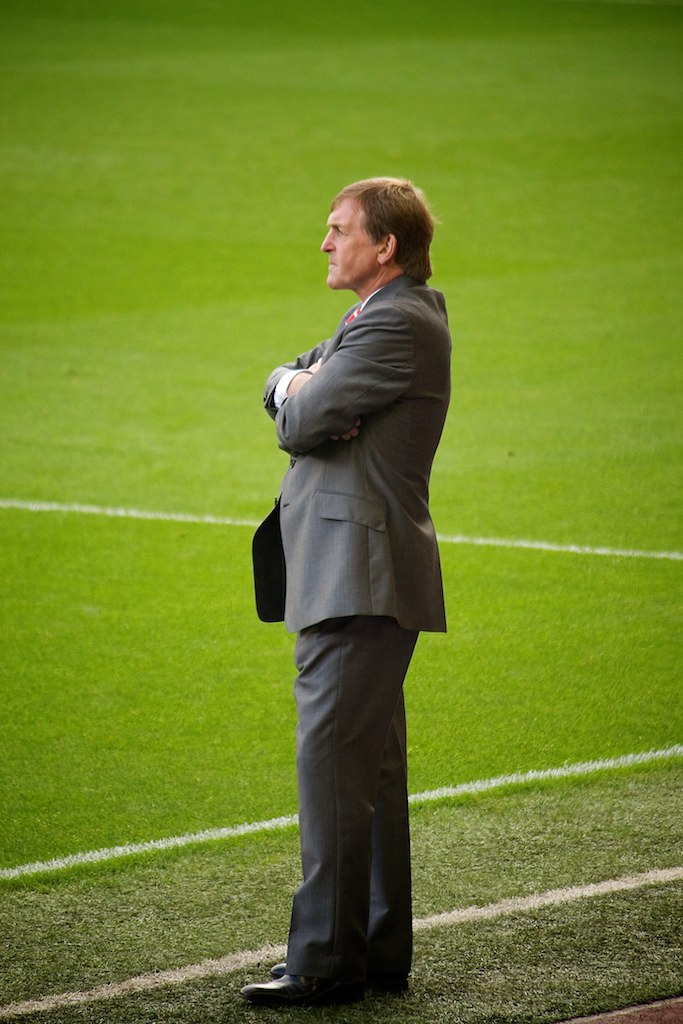
Kenny Dalglish, entrenador del Liverpool FC.

Luego de ocurrida la Tragedia de Heysel en 1985, Kenny Dalglish se convirtió en entrenador-jugador del Liverpool F. C. consiguiendo ganar la Liga inglesa en tres ocasiones y la FA Cup dos veces. En 1990, se retiró como jugador y prosiguió un año más en el equipo como entrenador.
En 1991, dejó el Liverpool F. C. y se fue al Blackburn Rovers F. C. al que hizo campeón de la Liga inglesa en la temporada 1994-1995. En esta misma temporada, a nivel individual, ganó el premio al Entrenador del Año de la Premier League.
En 1997, se fue al Newcastle United F. C. donde estuvo hasta 1998. Fue sustituido por Ruud Gullit.
En el 2000, firmó con el Celtic F. C. aunque sería destituido ese mismo año.
Tras varios años alejado de los banquillos, regresó al Liverpool F. C. como entrenador de los jóvenes futbolistas de la entidad.
En el 8 de enero de 2011, se confirmó la marcha de Roy Hodgson del banquillo del Liverpool F. C. y que Kenny Dalglish sería el nuevo entrenador, por lo menos, hasta final de temporada. Llevó al equipo de la 12.ª a la 6.ª posición en la Premier League y fue renovado.
El 26 de febrero de 2012, el Liverpool F. C. de Dalglish consiguió ganar la Carling Cup frente al Cardiff City F. C. en un partido que terminó con empate a 2 y que tuvo que decidirse en la tanda de penaltis. Sin embargo, 3 meses después, el 16 de mayo de 2012, se confirmó que Dalglish abandonaba el banquillo de Anfield tras una complicada temporada, donde los reds sólo pudieron terminar en 8.º puesto en la Premier League 2011-12.

## Clubes

### Como jugador
| Club            | País       | Año         | Partidos | Goles |
| --------------- | ---------- | ----------- | -------- | ----- |
| Celtic F. C.    | Escocia    | 1968 - 1977 | 204      | 112   |
| Liverpool F. C. | Inglaterra | 1977 - 1990 | 355      | 118   |

### Como entrenador
| Club                   | País       | Año         |
| ---------------------- | ---------- | ----------- |
| Liverpool F. C.        | Inglaterra | 1985 - 1991 |
| Blackburn Rovers F. C. | Inglaterra | 1991 - 1995 |
| Newcastle United F. C. | Inglaterra | 1997 - 1998 |
| Celtic F. C.           | Escocia    | 2000        |
| Liverpool F. C.        | Inglaterra | 2011 - 2012 |

## Estadísticas
Datos actualizados al fin de la carrera deportiva.
| Celtic F. C. Escocia |               |               |     |     |     |    |    |     |     |      |      |
| 1.ª | 1968-69       | -             | -   | 1   | 0   | -  | -  | 1   | 0   | 0.00 |      |
| 1.ª | 1969-70       | 2             | 0   | 2   | 0   | -  | -  | 4   | 0   | 0.00 |      |
| 1.ª | 1970-71       | 3             | 0   | 1   | 0   | 1  | 0  | 5   | 0   | 0.87 |      |
| 1.ª | 1971-72       | 31            | 17  | 12  | 6   | 7  | 0  | 50  | 23  | 0.46 |      |
| 1.ª | 1972-73       | 32            | 21  | 17  | 15  | 4  | 3  | 53  | 39  | 0.73 |      |
| 1.ª | 1973-74       | 33            | 18  | 16  | 4   | 7  | 2  | 56  | 24  | 0.42 |      |
| 1.ª | 1974-75       | 33            | 16  | 13  | 5   | 2  | 0  | 48  | 21  | 0.43 |      |
| 1.ª | 1975-76       | 35            | 24  | 11  | 5   | 5  | 3  | 51  | 32  | 0.62 |      |
| 1.ª | 1976-77       | 35            | 15  | 17  | 11  | 2  | 1  | 54  | 27  | 0.50 |      |
| Total club | Total club    | 204           | 111 | 90  | 46  | 28 | 9  | 322 | 166 | 0.51 |      |
| Liverpool F. C. Inglaterra |               |               |     |     |     |    |    |     |     |      |      |
| 1.ª | 1977-78       | 42            | 20  | 10  | 7   | 9  | 4  | 61  | 34  | 0.55 |      |
| 1.ª | 1978-79       | 42            | 21  | 8   | 4   | 4  | 0  | 54  | 25  | 0.46 |      |
| 1.ª | 1979-80       | 42            | 16  | 15  | 6   | 2  | 0  | 59  | 22  | 0.37 |      |
| 1.ª | 1980-81       | 34            | 8   | 10  | 9   | 9  | 1  | 53  | 18  | 0.33 |      |
| 1.ª | 1981-82       | 42            | 13  | 13  | 7   | 7  | 2  | 62  | 22  | 0.35 |      |
| 1.ª | 1982-83       | 42            | 18  | 10  | 1   | 5  | 1  | 57  | 20  | 0.35 |      |
| 1.ª | 1983-84       | 33            | 7   | 8   | 2   | 9  | 3  | 50  | 12  | 0.24 |      |
| 1.ª | 1984-85       | 36            | 6   | 8   | 0   | 8  | 0  | 52  | 6   | 0.11 |      |
| 1.ª | 1985-86       | 21            | 3   | 8   | 2   | -  | -  | 29  | 5   | 0.17 |      |
| 1.ª | 1986-87       | 18            | 6   | 5   | 2   | -  | -  | 23  | 8   | 0.34 |      |
| 1.ª | 1987-88       | 2             | 0   | -   | -   | -  | -  | 2   | 0   | 0.00 |      |
| 1.ª | 1988-89       | -             | -   | 1   | 0   | -  | -  | 1   | 0   | 0.00 |      |
| 1.ª | 1989-90       | 1             | 0   | -   | -   | -  | -  | 1   | 0   | 0.00 |      |
| Total club | Total club    | 355           | 118 | 96  | 40  | 53 | 11 | 504 | 169 | 0.33 |      |
| Total carrera | Total carrera | Total carrera | 559 | 229 | 186 | 86 | 81 | 20  | 826 | 335  | 0.40 |
| (2) Incluye datos de la Copa de la Liga de Escocia, Copa de Escocia, FA Cup, Copa de la Liga (Inglaterra). (3) Incluye datos de la Copa de Campeones de Europa, Recopa de Europa, Copa UEFA. (4) No se consideran goles en encuentros amistosos. |               |               |     |     |     |    |    |     |     |      |      |

### Selección nacional
| Selección | Año   | Amistoso | Amistoso | Eliminatorias | Eliminatorias | Eliminatorias EURO | Eliminatorias EURO | Mundial | Mundial | Total | Total |
| Selección | Año   | PJ       | G        | PJ            | G             | PJ                 | G                  | PJ      | G       | PJ    | G     |
| --------- | ----- | -------- | -------- | ------------- | ------------- | ------------------ | ------------------ | ------- | ------- | ----- | ----- |
| Escocia   |       |          |          |               |               |                    |                    |         |         |       |       |
| 1971      | 1     | 0        | -        | -             | 1             | 0                  | -                  | -       | 2       | 0     |       |
| 1972      | -     | -        | 2        | 1             | -             | -                  | -                  | -       | 2       | 1     |       |
| 1973      | 7     | 1        | 2        | 0             | -             | -                  | -                  | -       | 9       | 1     |       |
| 1974      | 7     | 4        | -        | -             | 1             | 0                  | 3                  | 0       | 11      | 4     |       |
| 1975      | 5     | 1        | -        | -             | 5             | 1                  | -                  | -       | 10      | 2     |       |
| 1976      | 4     | 3        | 2        | 0             | -             | -                  | -                  | -       | 6       | 3     |       |
| 1977      | 8     | 5        | 2        | 2             | -             | -                  | -                  | -       | 10      | 7     |       |
| 1978      | 4     | 0        | -        | -             | 3             | 2                  | 3                  | 1       | 10      | 3     |       |
| 1979      | 5     | 0        | -        | -             | 4             | 1                  | -                  | -       | 9       | 1     |       |
| 1980      | 5     | 0        | 2        | 0             | 1             | 0                  | -                  | -       | 8       | 0     |       |
| 1981      | -     | -        | 4        | 1             | -             | -                  | -                  | -       | 4       | 1     |       |
| 1982      | 5     | 1        | -        | -             | 1             | 2                  | 2                  | 1       | 8       | 4     |       |
| 1983      | 1     | 0        | -        | -             | 3             | 0                  | -                  | -       | 4       | 0     |       |
| 1984      | 1     | 1        | 2        | 1             | -             | -                  | -                  | -       | 3       | 2     |       |
| 1985      | 1     | 0        | 2        | 0             | -             | -                  | -                  | -       | 3       | 0     |       |
| 1986      | 1     | 0        | -        | -             | 2             | 0                  | -                  | -       | 3       | 0     |       |
| Total     | Total | 55       | 16       | 18            | 5             | 21                 | 7                  | 8       | 2       | 102   | 30    |

## Palmarés
- Forma parte del Salón de la Fama de Fútbol Escocés, siendo el que encabeza la lista con 102 internacionalidades entre 1971 y 1986.

### Campeonatos nacionales
| Título                         | Club            | País       | Año  |
| ------------------------------ | --------------- | ---------- | ---- |
| Scottish Cup                   | Celtic F. C.    | Escocia    | 1972 |
| Scottish Division One          | Celtic F. C.    | Escocia    | 1972 |
| Scottish Division One          | Celtic F. C.    | Escocia    | 1973 |
| Scottish Cup                   | Celtic F. C.    | Escocia    | 1974 |
| Scottish Division One          | Celtic F. C.    | Escocia    | 1974 |
| Scottish Cup                   | Celtic F. C.    | Escocia    | 1975 |
| Scottish League Cup            | Celtic F. C.    | Escocia    | 1975 |
| Scottish Cup                   | Celtic F. C.    | Escocia    | 1977 |
| Scottish Premier Division      | Celtic F. C.    | Escocia    | 1977 |
| Charity Shield                 | Liverpool F. C. | Inglaterra | 1977 |
| Football League First Division | Liverpool F. C. | Inglaterra | 1979 |
| Charity Shield                 | Liverpool F. C. | Inglaterra | 1979 |
| Football League First Division | Liverpool F. C. | Inglaterra | 1980 |
| Charity Shield                 | Liverpool F. C. | Inglaterra | 1980 |
| English Football League Cup    | Liverpool F. C. | Inglaterra | 1981 |
| Football League First Division | Liverpool F. C. | Inglaterra | 1982 |
| English Football League Cup    | Liverpool F. C. | Inglaterra | 1982 |
| Charity Shield                 | Liverpool F. C. | Inglaterra | 1982 |
| Football League First Division | Liverpool F. C. | Inglaterra | 1983 |
| English Football League Cup    | Liverpool F. C. | Inglaterra | 1983 |
| Football League First Division | Liverpool F. C. | Inglaterra | 1984 |
| English Football League Cup    | Liverpool F. C. | Inglaterra | 1984 |
| Football League First Division | Liverpool F. C. | Inglaterra | 1986 |
| Charity Shield                 | Liverpool F. C. | Inglaterra | 1986 |
| FA Cup                         | Liverpool F. C. | Inglaterra | 1986 |
| Football League Super Cup      | Liverpool F. C. | Inglaterra | 1986 |
| Football League First Division | Liverpool F. C. | Inglaterra | 1988 |
| Charity Shield                 | Liverpool F. C. | Inglaterra | 1988 |
| FA Cup                         | Liverpool F. C. | Inglaterra | 1989 |
| Charity Shield                 | Liverpool F. C. | Inglaterra | 1989 |
| Football League First Division | Liverpool F. C. | Inglaterra | 1990 |

### Copas internacionales
| Título              | Club            | País       | Año  |
| ------------------- | --------------- | ---------- | ---- |
| Supercopa de Europa | Liverpool F. C. | Inglaterra | 1977 |
| Copa de Europa      | Liverpool F. C. | Inglaterra | 1978 |
| Copa de Europa      | Liverpool F. C. | Francia    | 1981 |
| Copa de Europa      | Liverpool F. C. | Italia     | 1984 |

### Distinciones individuales
| Distinción                                         | Año         |
| -------------------------------------------------- | ----------- |
| Mejor jugador de la Scottish Premier Division      | 1976        |
| Mejor jugador de la Football League First Division | 1979 y 1983 |

### Celtic F. C.
- Scottish Division One (3): 1971-72, 1972-73, 1973-74
- Scottish Premier Division (1): 1976-77
- Scottish Cup (4): 1971-72, 1973-74, 1974-75, 1976-77
- Scottish League Cup (1): 1974-75
- Mejor goleador de la Scottish Premier Division: 1976

### Liverpool F. C.
- Football League First Division (8): 1978-79, 1979-80, 1981-82, 1982-83, 1983-84, 1985-86, 1987-88, 1989-1990
- Charity Shield (7): 1977, 1979, 1980, 1982, 1986, 1988, 1989
- English Football League Cup (4): 1980-81, 1981-82, 1982-83, 1983-84
- FA Cup (2): 1985-86, 1988-89
- Football League Super Cup (1): 1985-86
- Supercopa de Europa (1): 1977
- Copa de Europa (3): 1977-78, 1980-81, 1983-84
- Mejor jugador de la Football League First Division: 1979 y 1983